# Dune: La casa Corrino
Dune: la casa Corrino es una novela de ciencia ficción original de Brian Herbert y Kevin J. Anderson, la tercera y última en la trilogía Preludio a Dune, preludio ambientado antes de los acontecimientos narrados en la saga de Dune de Frank Herbert. Brian Herbert y Kevin J. Anderson afirman que sus novelas parten de notas dejadas por Frank Herbert antes de su muerte..

## Sinopsis
El Duque Leto Atreides financia un asalto a Ix que permita al Príncipe Rhombur Vernius reclamar su planeta para la Casa Vernius. Mientras tanto, su concubina Jessica sigue embarazada de su hijo. El Emperador Paddishah Shaddam IV comienza su "Gran Guerra de la Especia" para generar una dependencia en el ajidamal, su proyecto de melange sintética. Las Bene Gesserit esperan con ansiedad el nacimiento de la hija de Jessica, que habría de ser la madre del Kwisatz Haderach, aunque no sospechan que las cosas no van a ir exactamente por donde esperan.

## Referencia bibliográfica
- Brian Herbert, Kevin J. Anderson Dune: La Casa Atreides. Best Seller Debolsillo: Barcelona, 2003. ISBN 978-84-9759-316-8
- Brian Herbert, Kevin J. Anderson Dune: La Casa Harkonnen. Best Seller Debolsillo: Barcelona, 2003. ISBN 978-84-9759-347-2
- Brian Herbert, Kevin J. Anderson Dune: La Casa Corrino. Best Seller Debolsillo: Barcelona, 2004. ISBN 978-84-9793-246-2